# Saugkolben-Messpipette

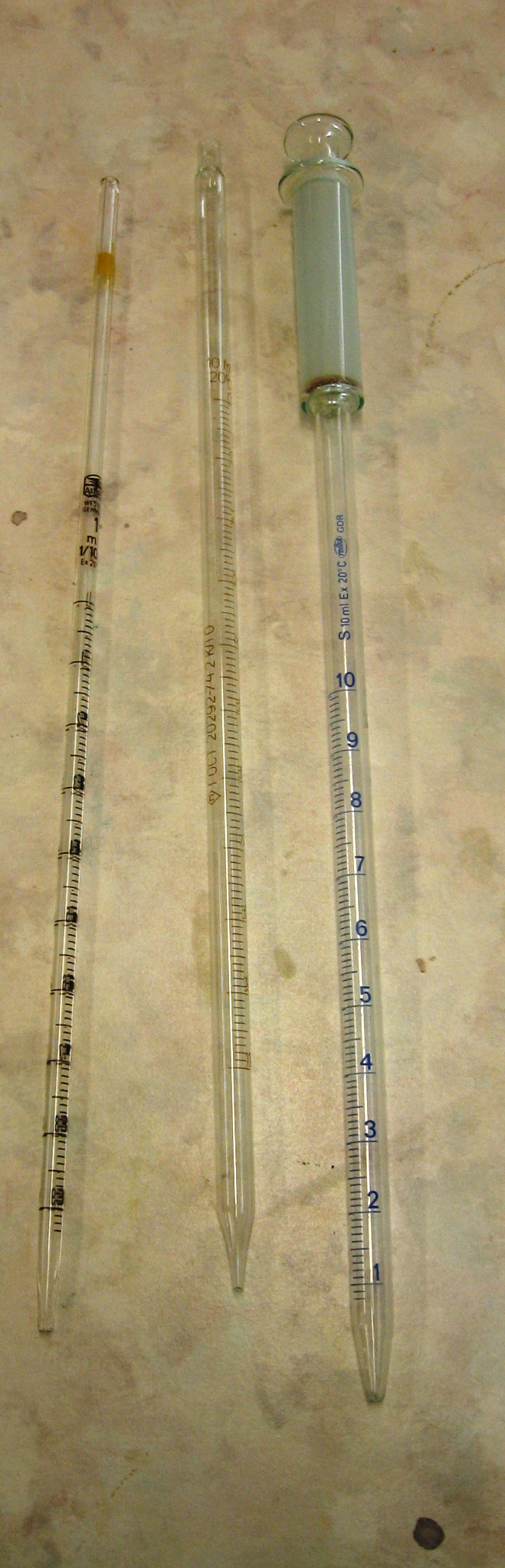
Saugkolben-Messpipette (rechts)

Saugkolben-Messpipetten zählen im chemischen Labor zu den Sicherheitspipetten. Sie erlauben es, bestimmte Volumina ätzender, giftiger oder gesundheitsschädlicher Flüssigkeiten abzumessen. Eine Saugkolben-Messpipette besteht aus einem Saugrohr mit einer zylindrisch geschliffenen Hülse, in der sich – ähnlich, wie bei einem Kolbenprober – ein genau passender Schliffkolben bewegen lässt.